# Alcea mazandaranica
Alcea mazandaranica är en malvaväxtart som beskrevs av Pakravan och Ghahr.. Alcea mazandaranica ingår i släktet stockrosor, och familjen malvaväxter. Inga underarter finns listade i Catalogue of Life.